# نراد بالسام
نراد بالسام (نام علمی: Abies balsamea) نام یک گونه از سرده نراد است.
نراد بالسام یک گونه سوزن برگیان می‌باشد که در آمریکای شمالی، بومی در شمال شرقی و مرکز کانادا قسمت‌هایی از جزیره نیوفاندلند تا غرب و مرکز بریتش کلمبیا و همچنین در شمال شرقی ایالات متحده آمریکا نظیر ایالت‌هایی همچون، مینه سوتا تا شرق ایالت مین و جنوب رشته کوه‌های آپالاچی تا ویرجینیای غربی بافت می‌شود.

## خصوصیات
نراد بالسام یک درخت نسبتاً کوتاه قد همیشه سبز است. درازای قد این درخت بین ۱۴–۲۲ متر (۴۶–۶۶ فوت) می‌باشد. ببشترین طول قد ثبت شده از این گونه درخت به بیش از ۲۷ هم می‌رسید.

## استفاده‌ها
از بسیاری از واریته‌های این گونه نراد به جای درخت کریسمس در عید کریسمس استفاده می‌شود. از دانه‌های این گیاه برای سرما خوردی در اغلب نقاط شمال شرقی آمریکا استفاده می‌شود.